# Amur (linia lotnicza)
Amur sp. z o.o. (ros. Авиационная компания "Амур", OOO) – rosyjskie linie lotnicze z portem bazowania port lotniczy Nowy (Chabarowsk). 
W marcu 2021 linie dysponowały 1 samolotem An-24РВ i dwoma An-26.